# Ogtay Assadov
Ogtay Assadov (en azerbaïdjanais: Oqtay Sabir oğlu Əsədov; né le 3 janvier 1955) est un politicien azerbaïdjanais qui est président de l'Assemblée nationale d'Azerbaïdjan depuis 2005.

## Vie
Assadov est né dans le village d'Arevis dans la province de Syunik en Arménie. Il est diplômé du département des technologies de fabrication de machines de l'Académie nationale du pétrole d'Azerbaïdjan. À partir de 1976, Assadov a travaillé comme directeur adjoint puis directeur de l'usine de conditionnement d'air de Bakou. En 1979, il a été embauché en tant qu'ingénieur principal au Département principal de rénovation et de construction spéciale d'Azerbaïdjan, puis a travaillé dans la gestion d'Azərsantexquraşdırma, une filiale de la même organisation. En 1996-2004, il a été président de la société de gestion de l'eau d'Abcheron et, en 2004-2005, il a été président d'Azersu. Il est membre de  l'Association internationale de l'eau.

## Carrière politique
Il a été élu à l'Assemblée nationale d'Azerbaïdjan aux élections législatives de 2000, puis réélu en 2005 dans Abcheron et en 2010 dans le district de Binagadi à Bakou. Le 2 décembre 2005, il a été élu Président de l'Assemblée nationale par les membres du Parlement et réélu le 29 novembre 2010. Il est le chef de la délégation azerbaïdjanaise à l'Assemblée interparlementaire de la CEI et au Parlement Assemblée des pays turcophones.
Il est également membre du Conseil politique du Parti du Nouvel Azerbaïdjan. Il a reçu la médaille d'honneur par décret du président Ilham Aliyev en 2014.

## Vie privée
Assadov parle couramment l'anglais et le russe. Il est marié et a deux enfants.